# Hermann Bahr
Pour les articles homonymes, voir Bahr.
Ne doit pas être confondu avec Herman Baar.
Hermann Bahr, né à Linz le 19 juillet 1863 et mort à Munich le 15 janvier 1934, est un écrivain autrichien très en vogue dans les années 1900, notamment comme initiateur du mouvement Jeune Vienne. Auteur d'une quarantaine de pièces de théâtre et d'une dizaine de romans, il est surtout reconnu pour sa critique littéraire et théorique et fut l'une des premières cibles du polémiste Karl Kraus.

## Biographie

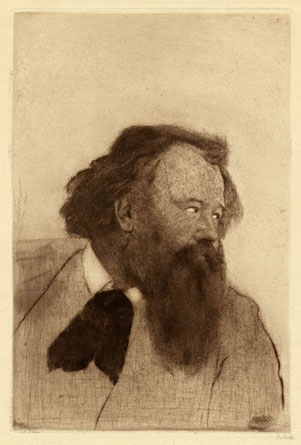
Hermann Bahr par Emil Orlik (1904).

Après une enfance à Linz, Bahr étudie à Vienne, Graz, Czernowitz et Berlin, en particulier la philosophie, la philologie, l'économie et le droit. Dans sa jeunesse, il s'illustre par « des positions furieusement wagnéristes et antisémites », avant de devenir par la suite un « antisémite repenti ». Il est membre de la corporation étudiante Albia de Vienne, qui organise, le 5 mars 1883, un hommage à Wagner, au cours duquel Bahr prononce un discours antisémite et pangermaniste, hostile à la monarchie habsbourgeoise. La police interrompt l'hommage et Theodor Herzl démissionne de la corporation. Bahr est exclu de l'université de Vienne et s'inscrit ainsi à Graz ; il est de nouveau renvoyé en raison de son activisme politique, ce qui le conduit à Berlin à partir de mai 1884.
À Berlin (1884-1888), il se lie au mouvement naturaliste, avant de découvrir à Paris (1888-89) les anti-naturalistes. Il publie alors, en Allemagne et en Autriche, des articles relatifs au symbolisme. Critique littéraire et artistique, Bahr est l'un des premiers à utiliser l'étiquette « modernisme » pour désigner la littérature du début du XXe siècle [réf. nécessaire]. Il devient vice-rédacteur en chef à la Berliner Freie Bühne puis à la Deutsche Zeitung.
Bahr rompt avec l'antisémitisme en 1893, après sa publication d'un livre d'entretiens de différentes personnalités européennes portant sur cette question (dont Maximilian Harden, fondateur de la revue berlinoise Die Zukunft) et majoritairement opposées à l'antisémitisme (Der antisemitismus. Ein internationales Interview, Berlin, S. Fischer, 1893). Après la « décision de Waidhofen » (1896), au cours de laquelle les corporations étudiantes pangermanistes autrichiennes refusent aux Juifs le droit de défendre leur honneur en duel (au motif qu'ils n'auraient pas d'honneur à défendre), Bahr est blessé lors d'un duel qu'il provoque à l'encontre d'un partisan de cette décision, ce qui lui vaut le soutien de Richard Beer-Hofmann, Theodor Herzl et Arthur Schnitzler.
Porte-parole du groupe littéraire Jeune Vienne qui se réunit au Café Griensteidl, Bahr représente l'avant-garde autrichienne, ciblée par Karl Kraus. À l'origine proche de ce milieu, Kraus l'attaque violemment dans son pamphlet La littérature démolie (1896 - jeu de mots sur la démolition prévue du café Griensteidl), en même temps qu'Arthur Schnitzler et de Hugo von Hofmannsthal. Dès 1893, Kraus avait attaqué Bahr en ridiculisant son appel à « dépasser le naturalisme ». En 1900, Kraus accuse le directeur du Volkstheater, Emmerich Bukovics, d'avoir versé des pots-de-vin à Bahr en échange de critiques flatteuses de ses productions théâtrales. Bahr et Bukovics attaqueront pour diffamation Kraus, et gagneront leur procès en 1901.
En 1894, Hermann Bahr fonde avec Isidor Singer et Heinrich Kanner Die Zeit, tout en étant rédacteur à la Neue Wiener Tagblatt et à la Oesterreichische Volkszeitung. Bahr est membre de la rédaction de la revue Ver sacrum. Il applaudit, en 1898, la pièce de Th. Herzl, Le Nouveau ghetto, qui moque la bourgeoisie juive viennoise, ce qui lui vaut une nouvelle attaque de Kraus, partisan de l'assimilation des Juifs, dans Une couronne pour Sion.
De 1906 à 1907, Bahr est co-directeur, avec Max Reinhardt, du Théâtre allemand à Berlin (le Deutsches Theater). Après la Première Guerre mondiale, il est dramaturge au Burgtheater de Vienne, le plus grand théâtre germanique situé sur la Ringstraße.

### Vie privée
Bahr fut l'époux de la soprano wagnérienne Anna Bahr-Mildenburg.

## Œuvres

### Critique littéraire
- Zur Kritik der Moderne. Gesammelte Aufsätze, 1890 (online; Neuausgabe 2004)
- Die Überwindung des Naturalismus, 1891 (Neuausgabe 2004)
- Russische Reise, 1893 (online; Neuausgabe 2012)
- Der Antisemitismus. Ein internationales Interview, 1894 (online)[6]
- Studien zur Kritik der Moderne, 1894 (online; Neuausgabe 2006)
- Renaissance. Neue Studien zur Kritik der Moderne, 1897 (Neuausgabe 2008)
- Bildung. Essays, 1900 (Neuausgabe 2010)
- Secession, 1900 (online; Neuausgabe 2007)
- Rede über Klimt, 1901 (Neuausgabe zusammen mit Gegen Klimt, 2009)
- Dialog vom Tragischen, 1903 (Neuausgabe 2010)
- Dialog vom Marsyas, Bard, Marquardt & Co., Berlin 1906
- Wien, 1907 (Neuausgabe 2012)
- Buch der Jugend, 1908 (Neuausgabe 2010)
- Dalmatinische Reise, 1909 (Neuausgabe 2012)
- Austriaca, 1911 (Neuausgabe 2011)
- Essays, 1912 (Digitalisat im Internet Archive)
- Inventur, 1912 (Neuausgabe 2011)
- Expressionismus, 1916 (Neuausgabe 2010)
- Summula, 1921 (Neuausgabe 2010)
- Selbstbildnis, 1923 (Neuausgabe 2012)
- Sendung des Künstlers, 1923 (Neuausgabe 2010)

### Romans
- Die gute Schule. Seelenstände, Roman, 1890. Neuausgabe Berlin 1997.
- Fin de siècle, Erzählungen, 1891.
- Dora, Erzählungen. 1893.
- Neben der Liebe, Wiener Roman. 1893.
- Caph, Erzählungen. 1894.
- Theater, Roman. 1897.
- Die Rahl, Roman. 1908.
- Drut, 1909; 2. Auflage: Die Hexe Drut. Roman. 1929.
- O Mensch, Roman. 1910.
- Himmelfahrt, Roman. 1916.
- Die Rotte Korahs, Roman. 1919.
- Österreich in Ewigkeit, Roman. 1929.

### Théâtre
- Die neuen Menschen, 1887.
- Die Mutter, 1891.
- Das Tschaperl, 1897.
- Wienerinnen, 1900.
- Der Franzl, 1900.
- Der Krampus, 1902.
- Der Meister, 1904.
- Ringelspiel, 1907.
- Das Konzert,1909
- Die Kinder, 1911.
- Das Prinzip, 1912.
- Das Phantom, 1913.
- Der Querulant, 1914.

### Traductions en français
- Ce monsieur de Linz qui inventa Vienne, trad. fr. & présent. Jean Launay, Paris-Monaco, Éditions du Rocher, coll. Anatolia, 267 p., 2006  (ISBN 2268056554)

#### Études
- Jacques Le Rider, Jeune Vienne (Bahr,Schnitzler) (Article), dans Dictionnaire du monde germanique, sous la direction de É. Décultot, M. Espagne et J. Le Rider, Paris, Bayard, 2007  (ISBN 9782227476523)